# 天沼熊野神社
天沼熊野神社（あまぬまくまのじんじゃ）は、東京都杉並区天沼にある神社。

## 由緒
社伝によれば神護景雲2年（768年）に東海道巡察使が武蔵国に来たときに、氏神を勧請し別当を置いたのがはじまりと伝えられている。また別の説では、元弘3年（1333年）に新田義貞が北条高時を討つために鎌倉へ軍を進める途中、当地に布陣し、社殿を創設したとも伝えられている。その後、応永2年（1395年）に当地に帰農した朝倉三河守という武将が社殿を修理し、その際後当神社は「十二社権現」と称するようになったといわれている。かつてこの地には宝光坊と呼ばれる修験の坊があり、この十二社熊野権現を奉祀していた。別当寺は世尊院であった。明治期以降、熊野神社と称するようになった。
境内には、直径2メートルにも及ぶ大杉の切株がある。これは社伝によれば、この大杉は新田義貞がこの地に陣をしいた際、戦勝を祈願して手植えしたものと伝えられている。近隣の古老達はこの杉を「心願成就の杉」などと呼び大切にしてきたが、1942年（昭和17年）に枯死したため伐採され、今では切り株のみが残っている。

## 境内社
- 須賀神社
- 三峯神社
- 稲荷神社
- 白玉稲荷神社

## 文化財
杉並区登録有形文化財
- 古文書 正応四年銘釈迦種子板碑[4]

## アクセス
- 中央線快速・東京メトロ丸ノ内線・荻窪駅より徒歩約12分
- 拝観は無料。

## 参考資料
- 天沼熊野神社公式サイト
- 杉並区文化財案内標示板